# Aulacorthum rufum
Aulacorthum rufum är en insektsart som beskrevs av Hille Ris Lambers 1947. Aulacorthum rufum ingår i släktet Aulacorthum och familjen långrörsbladlöss. Arten är reproducerande i Sverige. Inga underarter finns listade i Catalogue of Life.